# Korta (Gruzja)
Korta (gruz. ქორთა) – wieś w Gruzji, w regionie Racza-Leczchumi i Dolna Swanetia, w gminie Oni. W 2014 roku liczyła 9 mieszkańców.

## Urodzeni
- Siergiej Goglidze